# Black Shining Leather
Black Shining Leather — дебютный полноформатный студийный альбом норвежской блэк-метал-группы Carpathian Forest, выпущенный в 1998 году. В 2004 году был переиздан лейблом Perverted Taste Records в форматах LP (333 копии) и picture LP (233 копии). В 2007 году переиздан лейблом Peaceville Records в диджипаке.

## Список композиций
| №                   | Название                    | Длительность |
| ------------------- | --------------------------- | ------------ |
| 1.                  | «Black Shining Leather»     | 4:32         |
| 2.                  | «The Swordsmen»             | 4:07         |
| 3.                  | «Death Triumphant»          | 4:27         |
| 4.                  | «Sadomasochistic»           | 4:02         |
| 5.                  | «Lupus»                     | 3:06         |
| 6.                  | «Pierced Genitalia»         | 4:18         |
| 7.                  | «In Silence I Observe»      | 3:42         |
| 8.                  | «Lunar Nights»              | 6:34         |
| 9.                  | «Third Attempt»             | 3:18         |
| 10.                 | «The Northern Hemisphere»   | 6:42         |
| 11.                 | «A Forest» (кавер The Cure) | 5:57         |
| Общая длительность: | Общая длительность:         | 50:45        |

## Участники записи
- Nattefrost — вокал, соло-гитара, клавишные
- Nordavind — бэк-вокал, ритм-гитара, клавишные
- Lazare — ударные